# Околовский сельсовет
Околовский сельсовет — административная единица на территории Логойского района Минской области Республики Беларусь. Административный центр — деревня Околово.
Околовский сельский Совет расположен на северо-востоке Логойского района. Расстояние до районного центра — Логойска — 35 километров.
На территории сельсовета расположен мемориальный комплекс «Дальва».

## Состав
Околовский сельсовет включает 28 населённых пунктов:
- Глебовщина — деревня.
- Городец — деревня.
- Губа — деревня.
- Дальковичи — деревня.
- Жердяжье — деревня.
- Жестиное — деревня.
- Заборье — деревня.
- Замошье — деревня.
- Коргово — деревня.
- Крутая Гора — деревня.
- Малиновка — деревня.
- Метличицы — агрогородок.
- Новоселки — деревня.
- Околово — деревня.
- Остров — деревня.
- Першемайская — деревня.
- Подчерница — деревня.
- Прусовичи — деревня.
- Пунище — деревня.
- Ровнядь — деревня.
- Рубеж — деревня.
- Становище — деревня.
- Старинки — деревня.
- Тарасино — деревня.
- Черница — деревня.
- Чирвоная Заря — деревня.
- Чистый Бор — деревня.
- Ячное — деревня.

## Производственная сфера
- СПК «Жестинное»
- МОУП «Логойский ветсанутильзавод»
- Околовское лесничество

## Социально-культурная сфера
- Дома культуры д. Метличицы и д. Жестинное
- ГУО «Околовская средняя общеобразовательная школа», ГУО «Жестиновский учебно-педагогический комплекс детский сад-базовая общеобразовательная школа», Метличецкий детский сад
- Метличецкая врачебная амбулатория и Жестиновский ФАП